# Miquel I de Dioclea
Miquel I de Dioclea o Miquel Vojislavljević (serbi: Михаило Војислављевић) fou un rei serbi medieval que regnà sobre Dioclea, des del 1046 fins al 1081 com a vassall de l'Imperi Romà d'Orient, amb el títol de protoespatari, i a partir del 1077 com a vassall nominal del papa Gregori VII. Es feia dir «Rei dels Eslaus». Renyí amb els romans d'Orient quan feu costat a la revolta de Jordi Vòitekh a Bulgària, així que cercà suport a Occident. Gregori VII li concedí una insígnia reial el 1077, posteriorment al Gran Cisma del 1054.